# Svetlogorsk (oblast Kaliningrad)
Svetlogorsk (Russisch: Светлогорск, Duits: Rauschen, Litouws: Raušiai) is een stad aan de Oostzeekust in de Russische oblast Kaliningrad. De plaats had 10.950 inwoners bij de volkstelling van 2002 en is gelegen op het Samlandse Schiereiland.

## Geschiedenis
De stad werd voor eerst genoemd in 1258 en door de Duitse Orde veroverd. In de vroege 19de eeuw werd Rauschen een modieuze badplaats voor Duitse vakantiegangers. Op 24 juni 1820 werd het officieel erkend als een kuuroord. Tijdens zijn bezoek in 1840 aan Rauschen werd door koning Willem IV van Pruisen bevolen om de zeekade te verfraaien. De komst van een spoorwegverbinding met Koningsbergen (nu Kaliningrad) in 1900 gaf het toerisme een duw in de rug. Een kabelspoorlijn en een renbaan werden voor de Eerste Wereldoorlog gebouwd. Otto Nicolai en Thomas Mann waren beroemdheden die hier verbleven.
In 1945 werd Rauschen veroverd door de Sovjet-Unie. Het werd een deel van de Oblast Kaliningrad en werd in 1946 hernoemd naar Svetlogorsk. Thans is het een zomerbadplaats met een strand, vele kuurbaden, clubs en attracties.

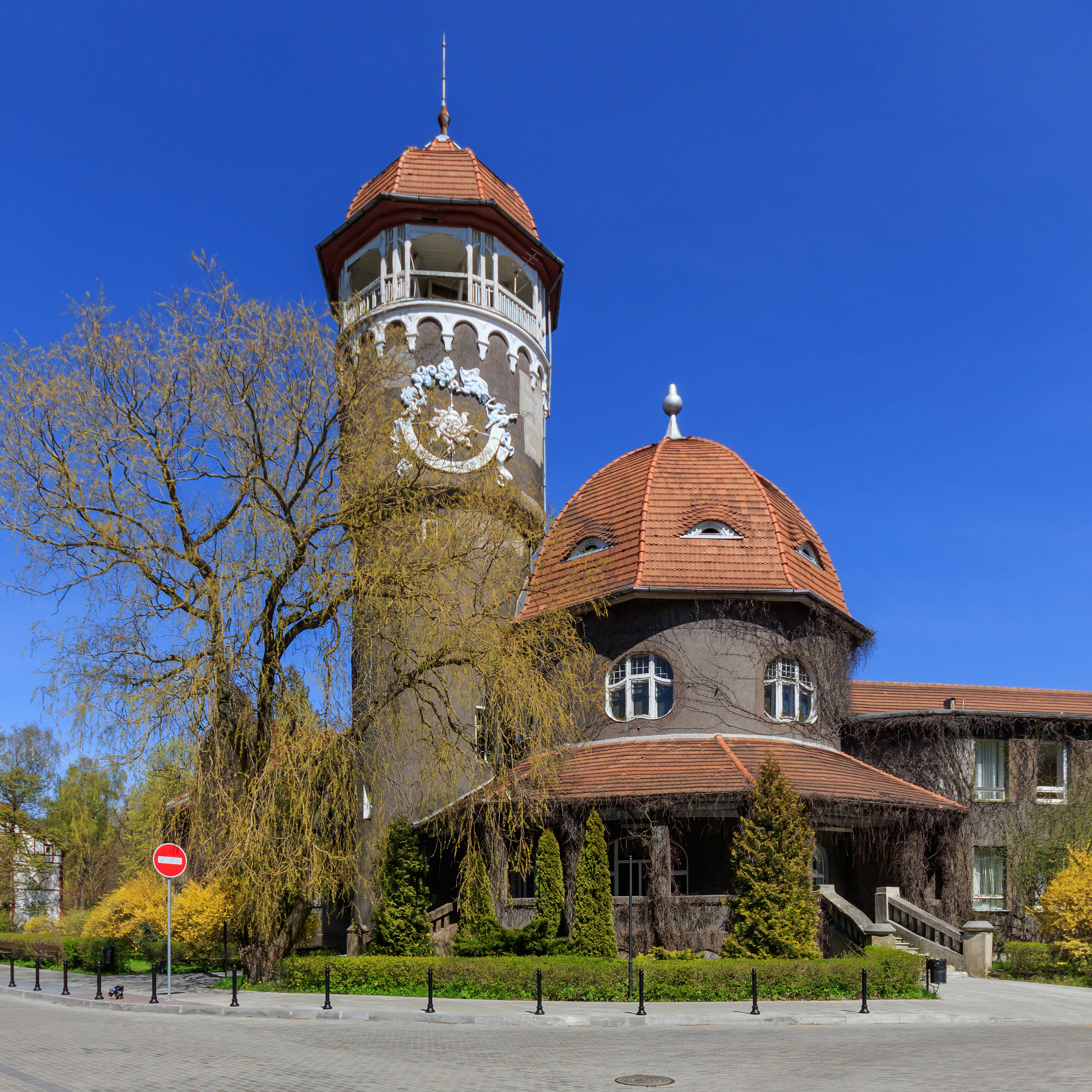
Watertoren
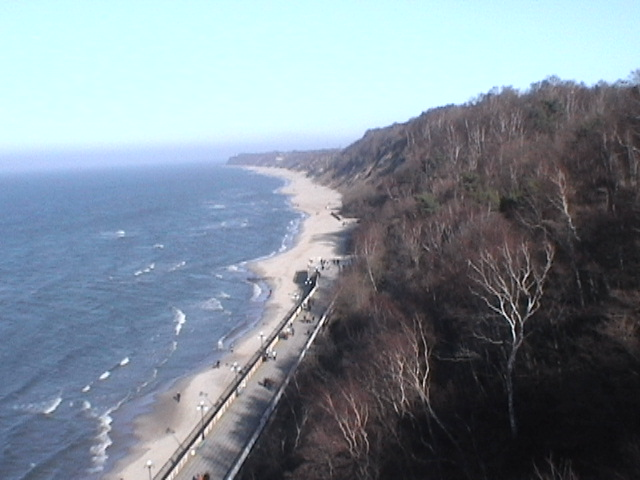
Wintergezicht op het strand van Svetlogorsk

Bestuurlijk centrum: Kaliningrad

Bagrationovsk · Baltiejsk · Goerjevsk · Goesev · Gvardejsk · Krasnoznamensk · Ladoesjkin · Lozovoje · Mamonovo · Neman · Nesterov · Ozjorsk · Pionerski · Polessk · Pravdinsk · Slavsk · Sovjetsk · Svetlogorsk · Svetly · Tsjernjachovsk · Vesjoloje · Zelenogradsk